# Лукашенковское
Лукашенковское (укр. Лукашенкове) — село,
Великоберезковский сельский совет,
Середино-Будский район,
Сумская область,
Украина.
Код КОАТУУ — 5924480402. Население по переписи 2001 года составляло 112 человек.

## Географическое положение
Село Лукашенковское находится на правом берегу реки Свига,
выше по течению на расстоянии в 2,5 км расположено село Пигаревка,
ниже по течению на расстоянии в 3,5 км расположено село Красичка,
на противоположном берегу — село Луг.

## История
Точное время основания села неизвестно. На момент описания Новгород-Северского наместничества 1779—1781 гг. населённого пункта с таким названием не было. Он возник чуть позже, в промежутке между 1781 и 1786 гг.
По преданию, Лукашенково было поселено на землях села Пигаревки монахами Новгород-Северского Спасо-Преображенского монастыря, одного из главнейших колонизаторов Задесенья. Если это действительно так, то со дня своего основания и до 1786 года оно находилось во владении Спасо-Преображенского монастыря, а после принятия Екатериной ІІ именного указа от 10 апреля 1786 года «О штатах Киевской, Черниговской и Новгород-Северской епархий» было передано в казённое ведомство.
Указанное предание имеет под собой основание и подтверждается материалами ревизии 1795 года, согласно которым в 1795 году в Лукашенково проживало 12 податных душ мужского пола, которые имели статус государственных крестьян и платили денежный налог в государственную казну.
С 1893 году в селе функционировала школа грамоты, которая находилась в наёмном помещении, а её учитель Хоминич официально никакой оплаты за свой труд не получал. Может быть поэтому процент грамотности среди местных жителей был одним из самых низких в Чернацкой волости и в начале 1897 года составлял всего 7,3 %.